# Хорватистика
Хорвати́стика, також кроати́стика (хорв. kroatistika, англ. Croatian studies) — сукупність наук, які вивчають хорватську мову, літературу, історію, культуру тощо. Складова частина балканістики. Як академічна дисципліна в структурі славістики належить до південнослов'янської підгрупи слов'янознавства.
У Хорватії розрізняють кроатистику (хорватська мова, література, історія) та кроатологію (хорв. kroatologija), яка, крім переліченого, займається ще й хорватською культурою. У Загребі є також факультет під назвою Центр кроатистики, який входить до Загребського університету.
Окрім Хорватії, хорватистика вивчається в університетах Угорщини, України, Словаччини, Чехії, Польщі, Болгарії, Румунії, Індії, Канади, Австралії та Китаю.

## Університетський рівень
- Кафедра кроатистики Загребського університету[3]
- Кафедра кроатистики Пулського університету ім. Юрая Добріле[4]
- Кафедра кроатистики та слов'янознавства Задарського університету[5]
- Університет Макворі в Сіднеї: вивчається кроатистика як дисципліна[6]

## Україна
В Україні спеціальність «кроатистика» викладається з 1993 року на кафедрі слов'янської філології Інституту філології Київського національного університету ім. Т. Шевченка.